# ميناندر الأول
ميناندر الأول سوتر (اليونانية القديمة: Μένανδρος Σωτήρ ، Ménandros Sōtr ، Menandrauou Sotiros ، 'Menander the Savior') (بالي: मिलिन्दो ، ميليندا) ، كان يونانيًا باكترانيًا ولاحقًا ملكًا هنديًا يونانيًا (حكم حوالي 165 / 155 - 130 قبل الميلاد) الذي أدار منطقة كبيرة في المناطق الشمالية الغربية من شبه القارة الهندية من عاصمته ساجالا. يُعرف ميناندر بأنه أصبح راعيًا وتحول إلى البوذية اليونانية، ويُنظر إليه على نطاق واسع على أنه أعظم الملوك الهندو-يونانيين.